# 舟师
中国自宋代称掌握海上船只航行的管理、技术人员為舟师。宋徽宗宣和元年（1119年）朱彧撰《萍洲可谈》中记载关于元符年间（1098年－1100年）广州海船的舟师用地文、天文和指南针导航：“舟师识地理，夜则观星，昼则观日，阴晦观指南针”。舟师必须懂得观日、观星、观罗针，结合水文、地文情况根据海道针经导航。如果是开发新的航路，舟师必须记录下这条新航路上每一段海路的针路。
到明代，分工更细，“舟师”指所有船员，而当中专门掌握罗盘的人员称为火长。

## 舟师组织
每艘船舶设
- 舶主  一人。属下有
  - 财长
  - 总管
  - 直库  掌管兵器库。
  - 阿班  掌管风帆、上船桅杆。
  - 舵工  二人轮班
  - 火长 掌握罗盘